# سيريون
دايهاتسو سيريون سيارة ثانوية من إنتاج شركة دايهاتسو اليابانية. سيريون دايهاتسو بالرغم من صغر حجمها الا انها الأوسع في فئتها وتعمل بمحرك 90 حصان بسعة 1.3 أو 1.1او 1.5 ليترات و16 صمام والسرعة القصوي لها 170 كم/س
تتمع بتسارع جيد من 0 إلى 100 كم/س في 10 ثواني نظراً لخفة وزنها البالغ 1050 كيلوجرام. وتعتبر سيريون منافسة لسيارات تويوتا يارس ومازدا 2
تمتلك سيريون مقصورة داخلية رحبة وواسعة للغاية إذ تتسع لخمسة أشخاص.

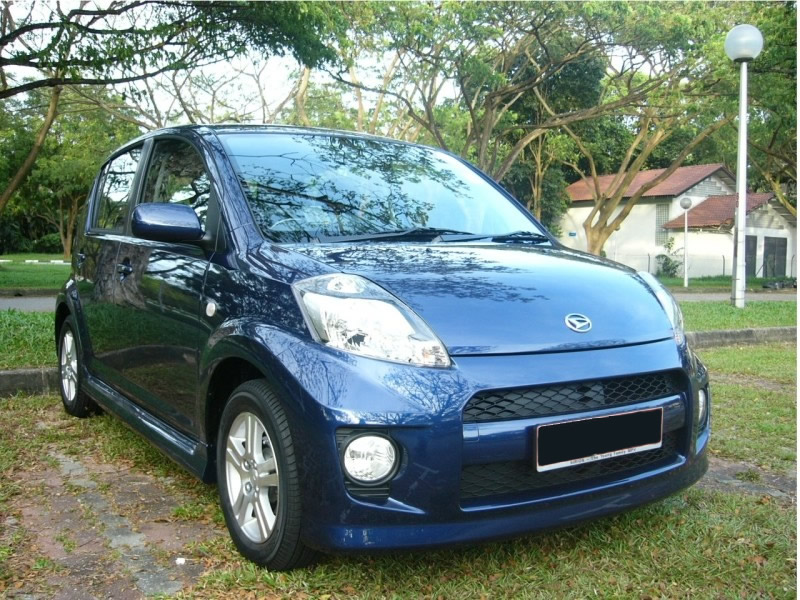
دايهاتسو سيريون (2004-2016)

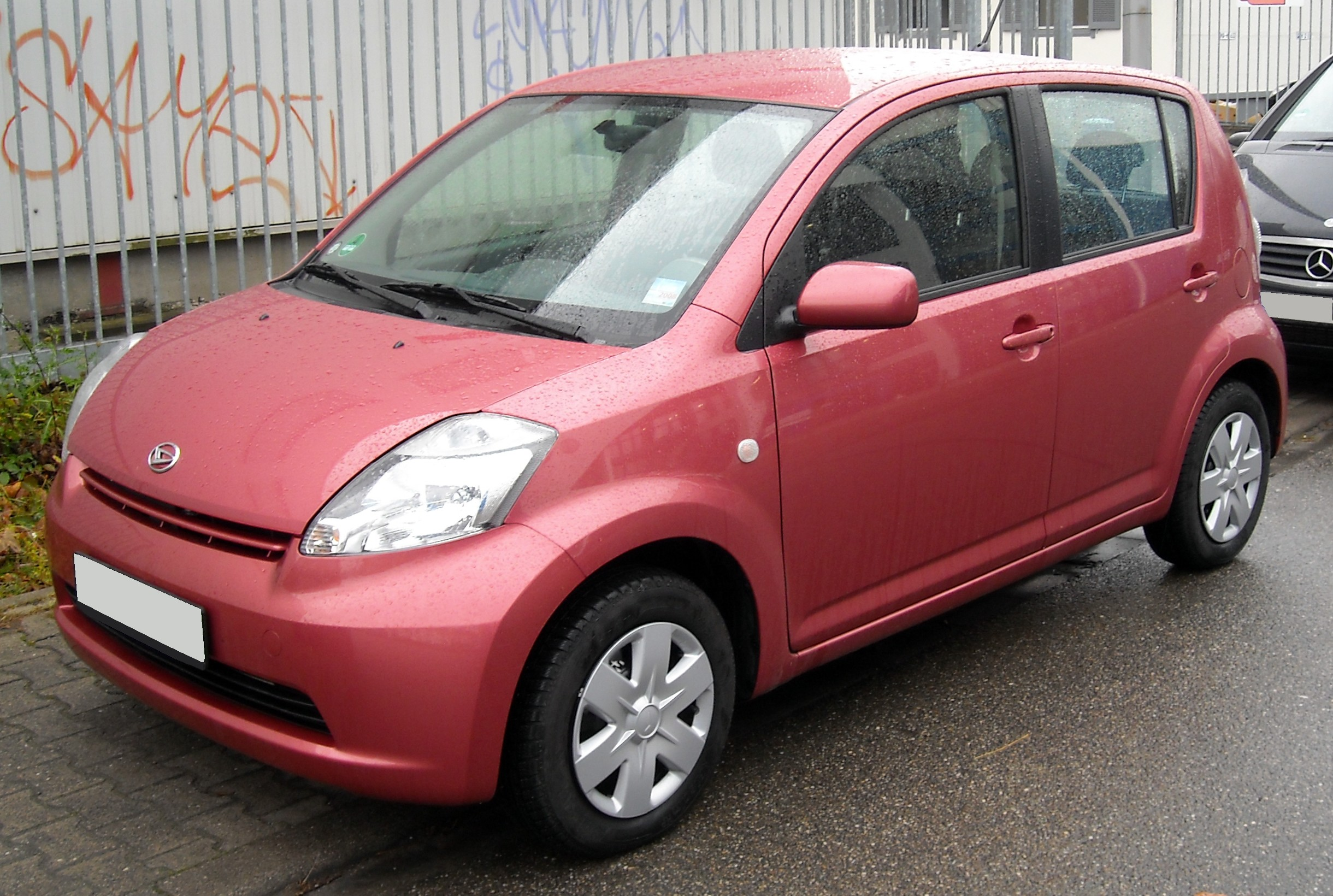
سيريون 2007